# À deux pas de l'enfer
Pour plus de détails, voir Fiche technique et Distribution.
À deux pas de l'enfer (titre original : Short Cut to Hell) est un film américain réalisé par James Cagney et sorti en 1957.

## Synopsis
Kyle Niles, un tueur à gages, est embauché par une de ses connaissances pour abattre deux hommes. Il accepte, et, après avoir accompli son travail, il reçoit le salaire dû. Mais il ignore que l'argent qu'il touche est celui d'un hold-up, et que chaque numéro de billet est connu par la police. Pris en tenaille, Kyle enlève la fiancée du policier qui le poursuit, afin de couvrir sa fuite...

## Fiche technique
- Titre : À deux pas de l'enfer
- Titre original : Short Cut to Hell
- Réalisation : James Cagney
- Scénario : Ted Berkman, Raphael Blau, d'après le roman de Graham Greene
- Photographie : Haskell B. Boggs
- Montage : Tom McAdoo
- Direction artistique : Roland Anderson, Hal Pereira
- Décors : Sam Comer, Frank R. McKelvy
- Costumes : Edith Head
- Durée : 89 minutes
- Date de sortie : 
  - États-Unis : septembre 1957
- Affiche : Boris Grinsson (France)

## Distribution
- William Bishop : Sergent Stan Lowery
- Robert Ivers : Kyle Niles
- Georgann Johnson : Glory Hamilton
- Yvette Vickers : Daisy
- Murvyn Vye : Nichols
- Jacques Aubuchon : Bahrwell
- Peter Baldwin : Carl Adams
- Richard Hale : AT
- Roscoe Ates
- John Lee
- Douglas Spencer : le conducteur

## À noter
- Il s'agit d'un remake du film de Frank Tuttle Tueur à gages (This Gun for Hire), tourné en 1942. Ce remake démarque certains plans de la première version.